# Fedele Piras
Fedele Piras (Assemini, 1º dicembre 1895 – Assemini, 9 gennaio 1971) è stato un militare italiano, decorato di medaglia d'oro al valor militare a vivente nel corso della prima guerra mondiale.

## Biografia
Nacque a Assemini il 1 dicembre 1895,  figlio di Francesco e Grece Chiani. Cresciuto in una famiglia di agricoltori fu chiamato a prestare servizio militare nel Regio Esercito nel giugno 1916, in piena prima guerra mondiale, assegnato in servizio presso il 21º Reggimento fanteria. Trasferito al 151º Reggimento fanteria della Brigata Sassari in zona di operazioni, il 30 novembre fu trasferito al 225º Reggimento fanteria della Brigata Arezzo. Combatte dapprima sul Monte Zebio e poi nelle trincee di Monfalcone distinguendosi ripetutamente. Durante l'offensiva della primavera, partita il 18 maggio 1917, si distinse durante la conquista di quota 77, e una volta oltrepassato il viadotto ferroviario entrò in Flondar. Durante la fasi della battaglia di Caporetto il 29 ottobre partecipò al ripiegamento sulla linea del Tagliamento, e il 6 novembre si trovava con i reparti del suo reggimento schierato sulla destra del fiume Livenza, a cavallo della ferrovia Portogruaro-San Donà al fine di contrastare eventuali infiltrazioni di reparti austro-ungarici in fase di avanzamento. In seguito all'aumentata pressione dei reparti nemici raggiunse la linea del Piave nel tratto da Paludello-Caposile, al termine orientale della laguna veneta. Fu promosso caporale nel maggio 1918, e durante le fasi della battaglia del solstizio si distinse particolarmente nel respingere le truppe nemiche da alcune posizioni conquistate con il favore della nebbia. Rimasto gravemente ferito a una mano venne ricoverato presso la 79ª Sezione di Sanità, passando poi al convalescenziario di Villa Merlo a Pistoia. Rientrò in linea nel mese di settembre, assegnato al 46º Reggimento fanteria prendendo parte alla vittoriosa battaglia di Vittorio Veneto. Posto in congedo nel dicembre 1919 fu arruolato, a domanda, nell'arma dei carabinieri, assegnato alla Legione di Cagliari e poi al battaglione mobile di Roma. Promosso vicebrigadiere nel luglio 1922 ritorna a Cagliari, e rimase gravemente ferito all'occhio sinistro per lo scoppio di un moschetto durante un'esercitazione nell'ottobre 1925, venendo posto in congedo definitivo. Si spense ad Assemini il 9 gennaio 1971. Al carabiniere Fedele Piras è intitolata una Stazione Carabinieri nel suo paese natale, Assemini (CA).

### Fonti
1. 1 2 3 4 5 6 7 8 9 10 11  Combattenti Liberazione.
2. ↑  Carolei, Greganti, Modica 1968, p. 130.
3. 1 2 3 4  Coltrinari, Ramaccia 2018, p. 100.
4. ↑  Medaglie d'oro al valor militare sul sito della Presidenza della Repubblica